# Condado de Nevada (California)
El condado de Nevada (39°18′N 120°46′O / 39.30, -120.77) es uno de los 58 condados del estado de California, en Estados Unidos. La sede del condado y mayor ciudad es Nevada City. El condado posee un área de 2524 km², una población de 92 033 habitantes, y la densidad de población es de 37 hab./km² (según el censo nacional de 2000). Este condado fue fundado en 1851.

## Geografía
El condado de Nevada se encuentra ubicado en las coordenadas 39°18′0″N 120°46′12″O / 39.30000, -120.77000. Según la Oficina del Censo, el condado tiene un área total de 2522,6 km² (974 sq mi), de la cual 2481,2 km² (958 sq mi) es tierra y 44 km² (17 sq mi) (1.73%) es agua.

### Condados adyacentes
- Condado de Placer (California) - sur
- Condado de Yuba (California) - oeste
- Condado de Sierra (California) - norte
- Condado de Washoe (Nevada) - este

### Localidades

#### Ciudades
Grass Valley |
Nevada City |
Truckee 

#### Lugares designados por el censo
Alta Sierra |
Graniteville |
Lake of the Pines |
Lake Wildwood |
North San Juan |
Penn Valley |
Rough and Ready |
Soda Springs |
Washington 

#### Áreas no incorporadas
Cedar Ridge |
Chicago Park |
French Corral |
Lake City |
Norden |
North Bloomfield |
North Columbia |
Peardale |
You Bet 

## Demografía
Según la Oficina del Censo, en 2000, había 92 033 personas, 36 894 hogares, y 25 936 familias que residían en el condado. La densidad de población era de 96 personas por milla cuadrada (37/km²). Había 44 282 viviendas en una densidad media de 46 por milla cuadrada (18/km²). La composición racial del condado era de 93.39% blancos, el 0.28% negros o afroamericanos, el 0.88% amerindios, el 0.78% asiáticos, 0.09% isleños del Pacífico, el 1.94% de otras razas, y el 2.64% de dos o más razas. El 5.65% de la población eran hispanos o latinos de cualquier raza. El 94.0% de la población hablaba inglés y el 4.2% español como primera lengua.
En 2000 había 36.894 hogares de los cuales 28.7% tenían niños bajo la edad de 18 que vivían con ellos, el 57.6% eran parejas casadas viviendo juntas, el 8.8% tenían a una mujer divorciada como la cabeza de la familia y el 29.7% no eran familias. El 22.8% de todas las viviendas estaban compuestas por individuos y el 9.8% tenían a alguna persona anciana de 65 años de edad o más. El tamaño del hogar promedio era de 2.47 y el tamaño promedio de una familia era de 2.88.
En el condado la composición por edad era del 23.1% menores de 18 años, el 6.1% tenía entre 18 a 24 años, el 24.1% de 25 a 44, el 29.3% entre 45 a 64, y el 17.4% tenía 65 años de edad o más. La edad promedia era 43 años. Por cada 100 mujeres había 98.3 varones. Por cada 100 mujeres mayores de 18 años había 94.7 varones.
Según el censo del año 2000, los ingresos medios por hogar en el condado eran de $45 864 y los ingresos medios por familia eran $52 697. Los hombres tenían unos ingresos medios de $40 742 frente a los $27 173 para las mujeres. La renta per cápita para el condado era de $24 007. Alrededor del 5.5% de las familias y del 8.1% de la población estaban por debajo del umbral de pobreza, el 9.5% eran menores de 18 años de edad y el 4.9% eran mayores de 65 años.

## Transporte

### Autopistas principales
- Interestatal 80
- Ruta estatal 20
- Ruta estatal 49
- Ruta estatal 89
- Ruta estatal 174